# Liste der polnischen Hauptstädte
Die Liste der polnischen Hauptstädte behandelt alle historischen Hauptstädte Polens und der Woiwodschaften seit 1919.

## HauptstädtePolens
- Gnesen / Gniezno
  - 1000 Krönungsort des ersten polnischen Königs Boleslaw I. des Tapferen
  - 1000–1320 Residenzstadt der ersten polnischen Könige
- Krakau / Kraków
  - 1320–1611 Hauptstadt des 1320 aus der Vereinigung von Teilfürstentümern entstandenen Königreichs Polen
  - 1320–1596 Residenzstadt der polnischen Könige
  - 1939–1945 während des Zweiten Weltkrieges Verwaltungssitz des deutschen Generalgouvernements
- Warschau / Warszawa
  - 1611–1795 Hauptstadt des Königreichs Polen
  - 1596–1795 Residenzstadt der polnischen Könige
  - 1807–1815 Hauptstadt des von Napoleon Bonaparte errichteten Herzogtums Warschau
  - 1815–1831 Hauptstadt des in Personalunion mit dem Russischen Kaiserreich stehenden Königreichs Polen (Kongresspolen)
  - 1916–1918 Hauptstadt des von den Mittelmächten des Ersten Weltkriegs proklamierten Königreichs Polen (Regentschaftskönigreich Polen)
  - 1918–1939 Hauptstadt der Republik Polen (Zweite Polnische Republik)
  - 1947–1952 Hauptstadt der Republik Polen
  - 1952–1989 Hauptstadt der Volksrepublik Polen
  - seit 1989 Hauptstadt der Republik Polen
- Lublin
  - 1944–1945 Sitz des Polnischen Komitees der Nationalen Befreiung (parallel zur Londoner Exilregierung von der Sowjetunion eingesetzte polnische Regierung), de facto erste Nachkriegshauptstadt
- Lodz / Łódź
  - 1945–1947 Sitz der Regierung aufgrund der starken Zerstörung Warschaus, de facto zweite Nachkriegshauptstadt

## Hauptstädte der Woiwodschaften von 1919 bis 1939
Da sich die Namen der Woiwodschaften zum Teil von den Namen ihrer Hauptstädte ableiten, ist eine Übersetzung dieser Woiwodschaftsnamen überflüssig.

¹ woiwodschaftsfreie Stadt

² 1922–25 Distrikt Wilna, seit 1925 Woiwodschaft
- Białystok (Białostockie)
- Brest/Brześć (Polesien/Poleskie, seit 1921)
- Kattowitz/Katowice (Schlesien (Ostoberschlesien)/Śląskie, seit 1922)
- Kielce (Kieleckie)
- Krakau/Kraków (Krakowskie, seit 1920)
- Lemberg/Lwów/Lwiw (Lwowskie, seit 1920)
- Lodz/Łódź (Łódzkie)
- Lublin (Lubelskie)
- Luzk/Łuck (Wolhynien/Wołyńskie, seit 1921)
- Nowogródek/Nawagradak (Nowogródzkie, seit 1921)
- Posen/Poznań (Poznańskie, seit 1919)
- Stanisławów/Iwano-Frankiwsk (Stanisławowskie, seit 1920)
- Tarnopol/Ternopil (Tarnopolskie, seit 1920)
- Thorn/Toruń (Pommern/Pomorskie, seit 1919)
- Warschau/Warszawa (Warszawskie)
- Warschau/Warszawa (Stadt Warschau/miasto Warszawa)¹
- Wilna/Wilno/Vilnius (Wileńskie, seit 1925)²

## Hauptstädte der Woiwodschaften von 1945 bis 1975
Da sich die Namen der Woiwodschaften von den Namen ihrer Hauptstädte ableiten, ist eine Übersetzung der Woiwodschaftsnamen überflüssig.
- Allenstein/Olsztyn (Olsztyńskie)
- Białystok (Białostockie)
- Breslau/Wrocław (Wrocławskie)
- Bromberg/Bydgoszcz (Pommern/Pomorskie, bis 1950; Bydgoskie, seit 1950)
- Danzig/Gdańsk (Gdańskie)
- Grünberg/Zielona Góra (Zielonogórskie, seit 1950)
- Kattowitz/Katowice (1953–56 Stalinstadt/Stalinogród) (Schlesien/Śląskie, bis 1950; Katowickie, 1950–53 und seit 1956; Stalinogrodzkie, 1953–56)
- Kielce (Kieleckie)
- Köslin/Koszalin (Koszalińskie, seit 1950)
- Krakau/Kraków (Krakowskie)
- Lodz/Łódź (Łódzkie)
- Lublin (Lubelskie)
- Oppeln/Opole (Opolskie, seit 1950)
- Posen/Poznań (Poznańskie)
- Rzeszów (Rzeszowskie)
- Stettin/Szczecin (Szczecińskie)
- Warschau / Warszawa (Warszawskie)

### Die woiwodschaftsfreien Städte
- Breslau/Wrocław (seit 1957)
- Krakau/Kraków (seit 1957)
- Lodz/Łódź
- Posen/Poznań (seit 1957)
- Warschau/Warszawa

## Hauptstädte der Woiwodschaften von 1975 bis 1998
Da sich die Namen der Woiwodschaften von den Namen ihrer Hauptstädte ableiten, ist eine Übersetzung der Woiwodschaftsnamen überflüssig.
- Allenstein/Olsztyn (Olsztyńskie)
- Biała Podlaska (Bialskopodlaskie)
- Białystok (Białostockie)
- Bielsko-Biała (Bielskie)
- Breslau/Wrocław (Wrocławskie)
- Bromberg/Bydgoszcz (Bydgoskie)
- Chełm (Chełmskie)
- Ciechanów (Ciechanowskie)
- Danzig/Gdańsk (Gdańskie)
- Elbing/Elbląg (Elbląskie)
- Grünberg/Zielona Góra (Zielonogórskie)
- Hirschberg/Jelenia Góra (Jeleniogórskie)
- Kalisch/Kalisz (Kaliskie)
- Kattowitz/Katowice (Katowickie)
- Kielce (Kieleckie)
- Konin (Konińskie)
- Köslin/Koszalin (Koszalińskie)
- Krakau/Kraków (Krakowskie)
- Krosno (Krośnieńskie)
- Landsberg an der Warthe/Gorzów Wielkopolski (Gorzowskie)
- Liegnitz/Legnica (Legnickie)
- Lissa/Leszno (Leszczyńskie)
- Lodz/Łódź (Łódzkie)
- Łomża (Łomżyńskie)
- Lublin (Lubelskie)
- Nowy Sącz (Nowosądeckie)
- Oppeln/Opole (Opolskie)
- Ostrołęka (Ostrołęckie)
- Piotrków Trybunalski (Piotrkowskie)
- Płock (Płockie)
- Posen/Poznań (Poznańskie)
- Przemyśl (Przemyskie)
- Radom (Radomskie)
- Rzeszów (Rzeszowskie)
- Schneidemühl/Piła (Pilskie)
- Siedlce (Siedleckie)
- Sieradz (Sieradzkie)
- Skierniewice (Skierniewickie)
- Stettin/Szczecin (Szczecińskie)
- Stolp/Słupsk (Słupskie)
- Suwałki (Suwalskie)
- Tarnobrzeg (Tarnobrzeskie)
- Tarnów (Tarnowskie)
- Thorn/Toruń (Toruńskie)
- Tschenstochau/Częstochowa (Częstochowskie)
- Waldenburg/Wałbrzych (Wałbrzyskie)
- Warschau/Warszawa (Warszawskie)
- Włocławek (Włocławskie)
- Zamość (Zamojskie)

## Hauptstädte der Woiwodschaften seit 1999
¹ Sitz des von der Zentralregierung eingesetzten Woiwoden, der für die Verwaltung der zentral aus Warschau zugeteilten Finanzen zuständig ist
 ² Sitz des Woiwodschaftsmarschalls, seiner Regierung und des Parlaments (Sejmik)
- Allenstein/Olsztyn (Ermland-Masuren/Warmińsko-Mazurskie)
- Białystok (Podlachien/Podlaskie)
- Breslau/Wrocław (Niederschlesien/Dolnośląskie)
- Bromberg/Bydgoszcz¹; Thorn/Toruń² (Kujawien-Pommern/Kujawsko-Pomorskie)
- Danzig/Gdańsk (Pommern/Pomorskie)
- Kattowitz/Katowice (Schlesien/Śląskie)
- Kielce (Heiligkreuz/Świętokrzyskie)
- Krakau/Kraków (Kleinpolen/Małopolskie)
- Landsberg an der Warthe/Gorzów Wielkopolski¹; Grünberg/Zielona Góra² (Lebus/Lubuskie)
- Lodz/Łódź (Woiwodschaft Lodz/Łódzkie)
- Lublin (Woiwodschaft Lublin/Lubelskie)
- Oppeln/Opole (Woiwodschaft Oppeln/Opolskie)
- Posen/Poznań (Großpolen/Wielkopolskie)
- Stettin/Szczecin (Westpommern/Zachodniopomorskie)
- Rzeszów (Karpatenvorland/Podkarpackie)
- Warschau/Warszawa (Masowien/Mazowieckie)